# 黑山站 (日本)
黑山站（日语：／ Kuroyama eki */?）是位於新潟縣新潟市北區，屬於東日本旅客鐵道（JR東日本）和日本貨物鐵道（JR貨物）的白新線車站。

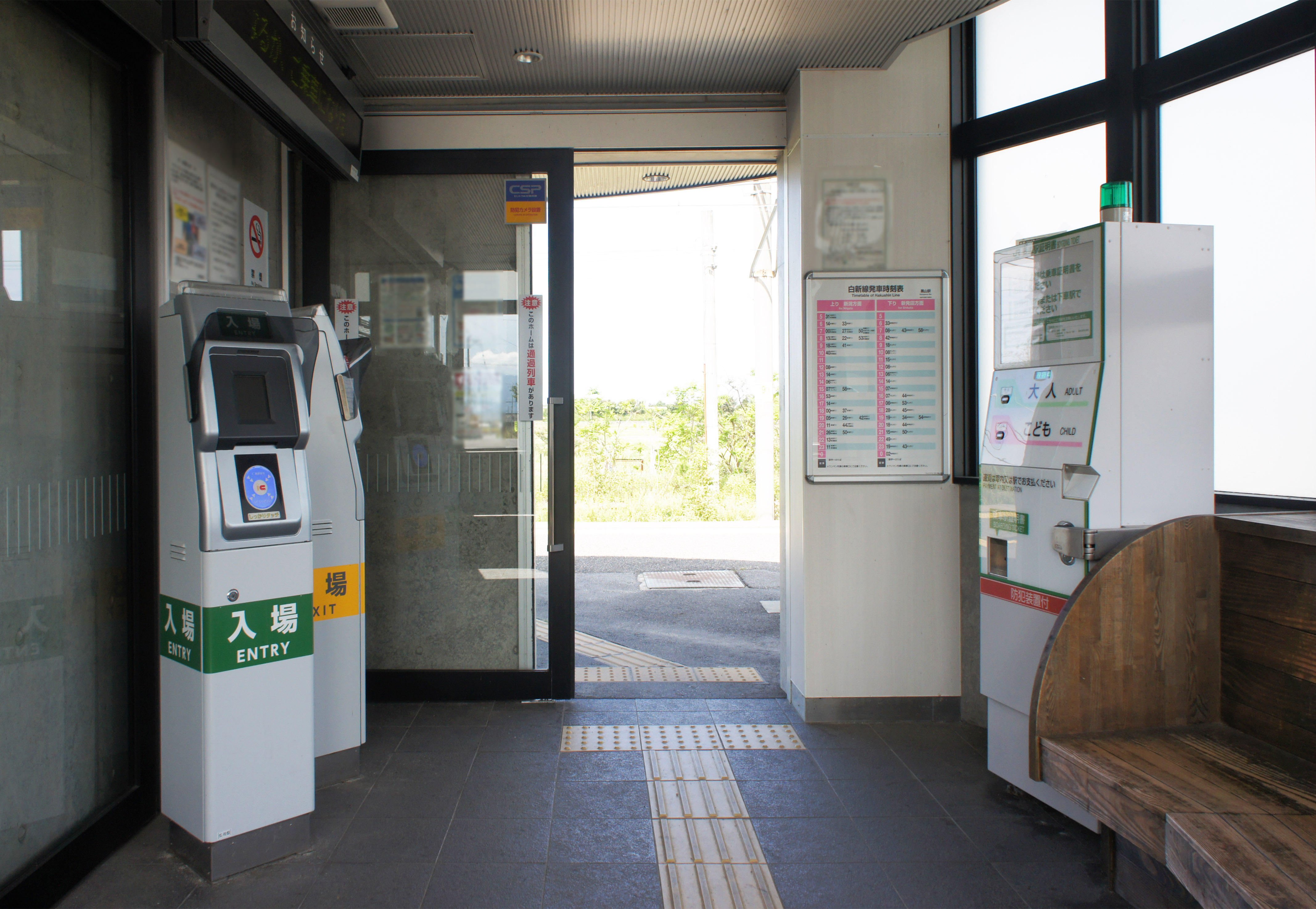
驗票口(2021年9月)

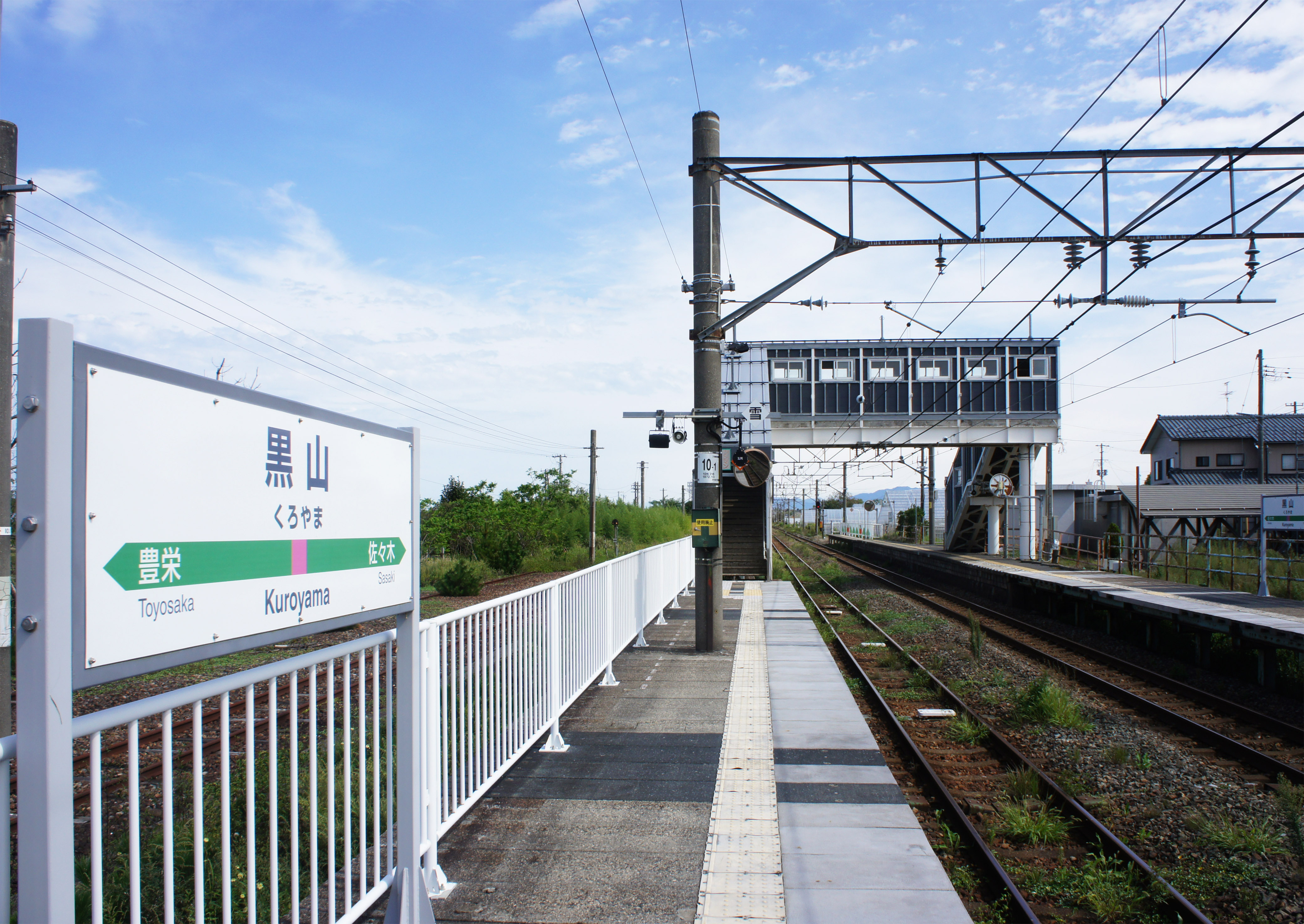
月台(2021年9月)

## 歷史
- 1957年（昭和32年）2月11日：車站啟用[1]。當時為旅客車站，月台只可容納4卡車廂。
- 1970年（昭和45年）10月1日：新潟臨海鐵道太郎代線啟用。
- 1987年（昭和62年）4月1日：伴隨國鐵分割民營化，車站由東日本旅客鐵道（JR東日本）營運。同日JR貨物與新潟臨海鐵道之間開始貨物連接運輸。
- 2002年（平成14年）10月1日：新潟臨海鐵道太郎代線全線廢止。部分區間（黑山至西埠頭之間）的鐵路設施由新潟縣管理。同時，JR貨物車站啟用（這是由於還是設有專用線連接此站）。
- 2006年（平成18年）1月21日：此站可使用IC卡「Suica」（新潟都市圈範圍）。

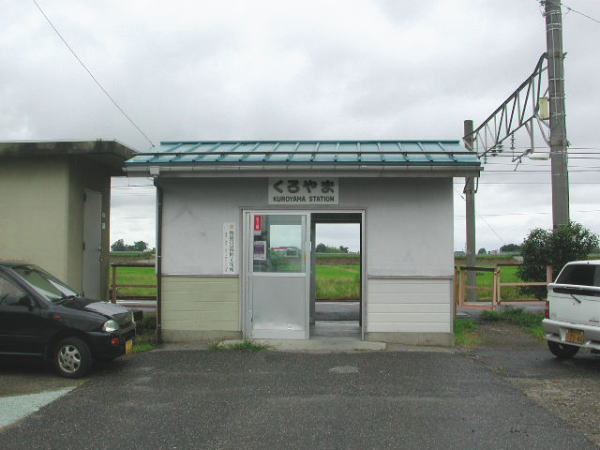
舊站房(2004年7月)

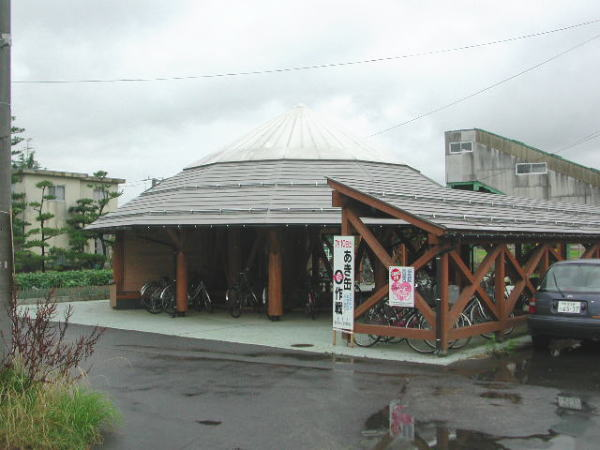
位於站前的單車停泊處。該處設有等候區和廁所。於2001年建成。

## 車站構造
本站是地面車站，設有2面2線的相對式月台。此站使用一線通過結構，1號月台為本線，2號月台則為副本線。通常列車均使用1號月台。各月台之間透過跨線橋連接，北邊設有4條側線。曾用以連接新潟臨海鐵道，以運送貨車之用。在新潟臨海鐵道廢止後運送機會減少。現時4線在新發田方向的轉轍器已經撤走。
此站是由新潟站管理的無人車站，站內曾設有簡易自動售票機（不可為Suica增值），現已撤走。截至2020年5月，此站設有乘車站證明票發行機與簡易Suica閘口（出、入閘各一座）。站前設有廁所、候車處和停泊單車處。

### 月台
| 月台 | 路線    | 上下行 | 方向       |
| ---- | ------- | ------ | ---------- |
| 1、2 | ■白新線 | 下行   | 新發田方向 |
| 1、2 | ■白新線 | 上行   | 新潟方向   |

## 貨物起卸
JR貨物車站為臨時車載貨物的起卸車站，沒有定期貨運列車出發或到達。現時，此站連接新潟東港專用線，在該處不定期會有由新潟運輸系統製造的鐵路車輛進行甲種車輛運送。

## 使用狀況
根據「新潟市統計書」的資料，以下為近年乘車人次變化列表。在新潟市合併前（即2004年度（平成16年度））沒有公布數據。
| 乘車人次變化       | 乘車人次變化                | 乘車人次變化 |
| 年度               | 一年乘車人次 （單位：千人） | 參考資料     |
| ------------------ | --------------------------- | ------------ |
| 2005年（平成17年） | 73                          | [ 4 ]        |
| 2006年（平成18年） | 79                          | [ 4 ]        |
| 2007年（平成19年） | 78                          | [ 4 ]        |
| 2008年（平成20年） | 75                          | [ 4 ]        |
| 2009年（平成21年） | 73                          | [ 4 ]        |
| 2010年（平成22年） | 70                          | [ 4 ]        |

在成為無人車站外，由於不能準確取得售票數據，在2011年度（平成23年度）以後沒有公布乘車人次。

## 車站周邊
車站周邊為古老的農村型住宅區。
- 新潟縣道26號新發田豐榮線（日语：新潟県道26号新発田豊栄線）
- 新潟東港 - 轉乘的士乘搭約15分鐘
- 太郎代觀音 - 轉乘的士乘搭約20分鐘
- 島見濱休憩之森 - 轉乘的士乘搭約30分鐘

## 相鄰車站
東日本旅客鐵道（JR東日本）
■白新線
□快速「紅花」、■快速
通過
■普通
豐榮－黑山－佐佐木

## 注腳
1. 1 2 3 4 5 6 7 8  . 週刊朝日百科. 14号 長野駅・新津駅・高田駅ほか. 朝日新聞出版. 2012-11-11: 27 （日语）.
2. ↑  『広報とよさか』第501号 2002年1月15日 p.18 黒山駅前に待望の待合施設がオープン（日語） 豐榮市
3. 1 2  . 東日本旅客鉄道.   [2019-08-12]. （原始内容存档于2019-08-11） （日语）.
4. 1 2   (PDF). 平成23年度統計書. 新潟市. 2012-03  [2019-02-25]. （原始内容存档 (PDF)于2019-02-24） （日语）.

## 外部連結
- 車站資訊（黑山）：東日本旅客鐵道（日語）